# 巴勒斯坦之聲
巴勒斯坦之声（英語：Voice of Palestine，阿拉伯语：‎，羅馬化：Ṣawt Filasṭīn   ) 是位於拉姆安拉的广播电台。它是巴勒斯坦广播公司的子公司， 並在巴勒斯坦自治政府的控制下。该电台在1993年奧斯陸協議之前称为巴勒斯坦革命之声（‎ ），並於1998年10月17日推出。第一个实验性传输除了推送健康、文化和体育节目之外，还推送音乐节目、歌曲和新闻简報。
2000年10月12日，即在第二次起义爆发后不久，以色列空军的连续袭击中斷了巴勒斯坦之声的播送，摧毁了用于传输的技术设备。目前，无线电服务以短波（AM）广播。 